# アプカミ・ミュージック・デリバリー
アプカミ・ミュージック・デリバリーは、アップフロントグループによるYouTube番組『アプカミ』内のコーナーの1つである。

## 概要
- アップフロントグループ所属アーティストによる、コミカルな歌やCD化されていない曲等を配信楽曲として定期的に紹介するコーナー[1]。
- 2017年5月19日放送回より開始[1]。

## 楽曲
| タイトル                                           | アーティスト                                                                                        | 配信開始日     | クレジット                                                                                      |
| -------------------------------------------------- | --------------------------------------------------------------------------------------------------- | -------------- | ----------------------------------------------------------------------------------------------- |
| Miss変換 !!                                        | 工藤遥&佐藤優樹 (モーニング娘。'17)                                                                 | 2017年05月19日 | 作詞：もりちよこ、作曲：吉田隆/渡部チェル、編曲：渡部チェル                                     |
| Goal〜明日はあっちだよ〜                           | Juice=Juice                                                                                         | 2017年05月19日 | 作詞・作曲：近藤薫、編曲：近藤薫&沢頭たかし                                                     |
| Hello! まっさらの自分                              | ハロプロ研修生                                                                                      | 2017年06月02日 | 作詞：三浦徳子、作曲：Shifo、編曲：浜田ピエール裕介                                             |
| アイドル卒業注意事項 (2017.5.4Live@中野サンプラザ) | カントリー・ガールズ                                                                                | 2017年06月02日 | 作詞：大滝裕一/角田崇徳、作曲・編曲：角田崇徳                                                   |
| 如雨露                                             | Juice=Juice                                                                                         | 2017年06月16日 | 作詞：児玉雨子、作曲：YUKO、編曲：大久保薫                                                      |
| いのうえのうた                                     | 井上玲音(こぶしファクトリー)、 井上ひかる(ハロプロ研修生)                                           | 2017年06月30日 | 作詞：桑原永江、作曲・編曲：佐藤晃                                                              |
| 一尺玉でぶっ放せ!                                  | ハロプロ研修生                                                                                      | 2017年06月30日 | 作詞：もりちよこ、作曲・編曲：ピエール (the swiss porno)                                        |
| おバカねこと おバカねこバカのうた                  | 飯窪春菜(モーニング娘。'17)、 金澤朋子(Juice=Juice)                                                 | 2017年07月14日 | 作詞：桑原永江、作曲・編曲：佐藤晃                                                              |
| ミンミンロケンロー!                                | 船木結(アンジュルム／カントリー・ガールズ)、 横山玲奈(モーニング娘。'17)                            | 2017年07月28日 | 作詞・作曲：吉田隆、編曲：吉田 隆/渡部チェル                                                    |
| 小生意気ガール                                     | カントリー・ガールズ                                                                                | 2017年08月11日 | 作詞：福田花音、作曲：ジンツチハシ、編曲：平田祥一郎                                            |
| 誤爆〜We Can't Go Back〜                           | 一岡伶奈、段原瑠々、川村文乃、 高瀬くるみ、清野桃々姫                                               | 2017年08月11日 | 作詞・作曲：星部ショウ、編曲：AKIRA                                                             |
| ありがた迷惑物語                                   | ハロプロ研修生                                                                                      | 2017年09月08日 | 作詞・作曲：つんく、編曲：平田祥一郎                                                            |
| アンドゥ トロワ                                    | さわやか五郎                                                                                        | 2017年09月08日 | 作詞：うるまでるび、 作曲：フランス民謡/原曲:J’AI PERDU LE DO DE MA CLARINETTE、 編曲：塩入俊哉 |
| 明日、知らない風に吹かれて                         | 矢島舞美                                                                                            | 2017年11月17日 | 作詞：岩里祐穂、作曲：星部ショウ、編曲：SHIKI                                                   |
| これから飛び乗ってく未来                           | 矢島舞美                                                                                            | 2017年11月17日 | 作詞：井筒日美、作曲・編曲：星部ショウ                                                          |
| Sweet Girl's Night                                 | PINK CRES.                                                                                          | 2017年12月01日 | 作詞：nozomi、作曲：原田雄一、編曲：松田純一                                                    |
| ウーロンハイの女                                   | 岡井千聖                                                                                            | 2017年12月08日 | 作詞・作曲：星部ショウ、編曲：高橋諭一                                                          |
| 私に帰れる町                                       | 中島早貴                                                                                            | 2017年12月15日 | 作詞：もりちよこ、作曲：星部ショウ、編曲：荒幡亮平                                              |
| 雑煮でケンカしてんじゃねーよ                       | 宮崎由加(Juice=Juice)、 牧野真莉愛(モーニング娘。'17)、 川村文乃(アンジュルム)                      | 2017年12月22日 | 作詞：桑原永江、作曲・編曲：渡部チェル                                                          |
| 夏将軍                                             | アンジュルム                                                                                        | 2018年07月21日 | 作詞：SHOCK EYE、作曲：SHOCK EYE/STAND ALONE、 編曲：STAND ALONE                                |
| 待てないアフターファイブ/ 傘をさす先輩             | カントリー・ガールズ                                                                                | 2018年08月24日 | (#1)作詞：児玉雨子、作曲・編曲：石井健太郎 (#2)作詞：福田花音、作曲・編曲：KOUGA                |
| 愛をみせてくれませんか                             | 矢島舞美                                                                                            | 2018年11月21日 | 作詞：宮嶋淳子、作曲：中島卓偉、編曲：荒幡亮平                                                  |
| 泣きたくないのに                                   | 矢島舞美                                                                                            | 2018年11月21日 | 作詞・作曲：中島卓偉、編曲：荒幡亮平                                                            |
| 恋する!さかなヘン                                  | 矢島舞美、中島早貴、 高木紗友希(Juice=Juice)、岡田万里奈(LoVendoЯ)、 岸本ゆめの(つばきファクトリー) | 2019年03月30日 | 作詞：桑原永江、作曲・編曲：松浦雄太                                                            |